# Nuvole di fango
Nuvole di fango è un singolo del rapper italiano Fedez e della cantautrice italiana Gianna Nannini, pubblicato il 29 ottobre 2013 come unico estratto dalla riedizione del terzo album in studio di Fedez Sig. Brainwash - L'arte di accontentare.

## La canzone
Si tratta di uno dei tre brani inediti contenuti nella riedizione di Sig. Brainwash - L'arte di accontentare, pubblicata il 25 novembre 2013.

## Tracce
1. Nuvole di fango – 3:09